# José María Lozano
José María Lozano Prieto (Città del Messico, 15 dicembre 1940) è un ex cestista messicano.

## Carriera
Con il Messico ha disputato una edizione dei Mondiali (1959) e una dei Giochi olimpici (1960).